# Tungkuan
Tungkuan (pinjin: Dōngguǎn,  kínai: 东莞)  Kína tíz legnagyobb városának egyike, jelentős ipari város a déli Kuangtung tartományban, annak székhelyétől, Kantontól (Kuangcsoutól) délkeletre, Sencsentől (és Hongkongtól) pedig északra. Jelentős ipari város.
Lakossága a 2010-es népszámlálás szerint 8,2 millió fő, területe pedig közel 2500 km². Központja 50 km-re esik Kantonétól és 90 km-re Sencsenétől, de mindezen (és további) városokkal együtt közös agglomerációt alkot, amelyek lakossága kb. 45 millió fő, területe pedig 17 500 km².
Éghajlata szubtrópusi; átlagos hőmérséklete januárban 13,4 °C, júliusban 28,4 °C, évi 1500 mm csapadékkal.

## Közlekedés

### Helyi
A városban metró is működik.

### Vasúti
A várost kettő nagysebességű vasútvonal is érinti: a Kanton–Sencsen-vasútvonal és a Peking–Kanton nagysebességű vasútvonal.

## Népesség
| Lakosok száma | 8 220 207 | 8 310 000 | 10 466 625 |
|               | 2010      | 2016      | 2020       |